# Ghost (Justin Bieber)
Ghost is een nummer van de Canadese zanger Justin Bieber uit 2021. Het is de zesde single van zijn zesde studioalbum Justice.
Bieber schreef het nummer na het verlies van zijn opa, begin 2021. Volgens Bieber is de boodschap van het nummer was dat "trauma's en de pijn die je daarbij voelt, niet eeuwig duren", ook wil hij met de plaat troost bieden aan mensen die een dierbare verloren tijdens de coronapandemie. "Ghost" werd in diverse landen een (bescheiden) hit. Het bereikte de 9e positie in Biebers thuisland Canada. In de Nederlandse Top 40 werd de 16e positie gehaald, terwijl het nummer het in de Vlaamse Ultratop 50 schopte tot een 32e positie.